# Tyttö nimeltä Varpu
Pour plus de détails, voir Fiche technique et Distribution.
Tyttö nimeltä Varpu (littéralement « une fille nommée Varpu ») est un film finlandais réalisé par Selma Vilhunen, sorti en 2016.

## Synopsis
Varpu, 12 ans, vit avec sa mère qui refuse de grandir et ne connaît pas son père.

## Fiche technique
- Titre : Tyttö nimeltä Varpu
- Réalisation : Selma Vilhunen
- Scénario : Selma Vilhunen
- Musique : Jori Sjöroos et Paula Vesala
- Photographie : Tuomo Hutri
- Montage : Samu Heikkilä
- Production : Kaarle Aho et Kai Nordberg
- Société de production : Final Cut for Real et Making Movies Oy
- Pays :  Finlande et  Danemark
- Genre : Drame
- Durée : 100 minutes
- Dates de sortie : 
  -  Finlande : 23 septembre 2016

## Distribution
- Linnea Skog : Varpu Miettinen
- Paula Vesala : Siru Miettinen
- Lauri Maijala : le père de Varpun
- Santtu Karvonen : Bo
- Antti Luusuaniemi : Ilmari Hukkanen, le « mauvais père »
- Niina Sillanpää : Emilia Hukkanen
- Outi Mäenpää : le professeur d'équitation
- Anna Kare : Saara
- Aamu Milonoff : Olivia
- Minerva Nylander : Jasmine
- Ronja Kalenius : Sonja
- Taisto Oksanen : Jari Peltonen
- Jukka Peltola : Benkku

## Distinctions
Le film a été nommé pour dix Jussis et a reçu celui de la meilleure actrice pour Linnea Skog.